# Marat Grigorian
Marat Grigorian (Talin, República Socialista Soviética de Armenia, Unión Soviética) es un kickboxer armeno-belga que actualmente compite en la categoría de peso pluma de ONE Championship, donde está en la posición #2 del ranking de peso pluma de kickboxing. Grigorian compitió en Glory donde fue el Campeón de Peso Ligero de Glory. Es reconocido por su estilo de pelea agresivo y su poder de nocaut.
Desde febrero de 2023, Combat Press posiciona a Grigorian en el #3 del ranking de peso ligero y como el kickboxer #3 libra por libra del mundo.

## Biografía
Marat Grigorian nació el 29 de mayo de 1991 en Talin, Armenia Soviética y tiene tres hermanas mayores. Su familia se mudó a Alemania cuando él tenía tres años, pero fueron obligados a volver a Armenia luego de tres años en el país. Luego de reunir fondos trabajando en múltiples empleos, los padres de Marat reubicaron a la familia en Amberes, Bélgica, cuando Marat tenía nueve años. En Bélgica, Marat comenzó a entrenar kickboxing en un gimnasio cercano en su adolescencia.

## Carrera de Kickboxing
Marat entrena en Hemmers Gym en Países Bajos: Grigorian se estableció como uno de los prospectos más destacables del circuito holandés en la categoría de 70 kg. En palabras de Simon Rutz, promotor de It's Showtime, Grigorian tiene el potencial de ser una gran estrella.
En 2011, Grigorian peleó por el título de It's Showtime, perdiendo una cerrada decisión unánime contra Yohan Lidon. A pesar de la derrota, Grigorian se convirtió en el peleador más joven en competir por un título de Showtime, a la edad de 18 años.
Grigorian estaba programado para enfrentar a Mohamed Khamal en Glory 2 en Bruselas, Bélgica. Sin embargo, Khamal se retiró de la pelea por problemas personales y fue reemplazado por Alex Vogel. Venció a Vogel por TKO por low kicks en el segundo asalto.
Grigorian enfrentó a Chingiz Allazov en Glory 7 en Milán, Italia el 20 de abril de 2013. La pelea terminó en un sin resultado al final del primer asalto cuando Allazov fue cortado arriba de la nariz por un codazo involuntario. Grigorian ganó la revancha por decisión el 14 de diciembre de 2013.
Grigorian compitió en un grand prix de 8 hombres en  el Torneo de Campeonato de 70 kg de K-1 llevado a cabo en Tokio, Japón el 4 de julio de 2015. Venció a Yoichi Yamazaki y a Makihira Keita por KO en el segundo asalto en los cuartos de final y en la semifinal, respectivamente, y derrotó a Jordan Pikeur por KO en el primer asalto en la final para ganar el Campeonato de 70kg de K-1.
En 2016, Grigorian enfrentó a Sitthichai Sitsongpeenong dos veces, con la primera pelea pelea ocurriendo en la final del Torneo de Peso Ligero de Glory y la segunda siendo por el Campeonato de Peso Ligero de Glory que ostentaba Sitthichai. Grigorian perdió ambas peleas por cerradas decisiones divididas.
Grigorian compitió en Torneo de 70kg de Kunlun Fight en China. Venció a Jomthong Chuwattana en la final 16, a Mohamed Mezouari en la final 8, y a Dzianis Zuev en las semifinales. Las finales fueron llevadas a cabo en Guiyang el 4 de febrero de 2018, entre Grigorian y el peso ligero #2 en el mundo Superbon Banchamek. Grigorian noqueó a Superbon con un gancho de izquierda en sólo 29 segundos del primer asalto y ganó el Campeonato del Torneo de Kunlun Fight.
En una quinta pelea con Sitthichai Sitsongpeenong, Marat Grigorian derrotó a Sitthichai en Glory 65 para ganar el título de peso ligero de Glory. Grigorian tiró a Sitthichai en el segundo asalto.

### ONE Championship
El 23 de agosto de 2020, surgió la noticia de que Grigorian había firmado con ONE Championship. Hizo su debut promocional contra Ivan Kondratev en ONE Championship: Big Bang el 4 de diciembre de 2020. Luego de tirar a Kondratev en el primer asalto, Grigorian ganó la pelea por KO en el segundo asalto.
Grigorian enfrentó a Andy Souwer en ONE Championship: First Strike el 15 de octubre de 2021 en los cuartos de final del Grand Prix de Kickboxing de Peso Pluma de ONE. Ganó la pleea por TKO en el segundo asalto.
Grigorian estaba programado para enfrentar a Chingiz Allazov en las semifinales del Grand Prix de Kickboxing de Peso Pluma de ONE en ONE Championship: Only the Brave el 28 de enero de 2022. Grigorian se retiró de la pelea por haber dado positivo por COVID-19.
Grigorian desafió al Campeón reinante de Kickboxing de Peso Pluma de ONE Superbon Banchamek en ONE Championship: X el 26 de marzo de 2022. Perdó la pelea por decisión unánime.
Grigorian estaba programado para enfrentar a Tayfun Özcan en ONE on Prime Video 2 el 30 de septiembre de 2022. Özcan fue agendado para enfrentar a Superbon Singha Mawynn en la coestelar del evento debido a la retirada de Allazov, por lo que ahora Grigorian enfrentará a Jamal Yusupov en el evento. Luego de que Superbon y Yusupov se retiraran de sus respectivas peleas, Grigorian volvió a ser programado para enfrentar a Özcan en el evento. Ganó la pelea por decisión unánime.
Grigorian está programado para enfrentar a Chingiz Allazov en una trilogría por el Campeonato Mundial de Kickboxing de Peso Pluma de ONE el 4 de agosto de 2023, en ONE Fight Night 13. Previamente enfrentó a Allazov dos veces antes de esta pelea, terminanado su primera pelea en sin resultado y ganando la segunda pelea por decisión unánime. Grigorian perdió la pelea por decisión unánime.
Grigorian enfrentó a Sitthichai Sitsongpeenong el 28 de enero de 2024, en ONE 165. Ganó la pelea por KO en el tercer asalto. Esta victoria lo hizo merecedor de su primer premio de Actuación de la Noche.
Grigorian está programado para enfrentar a Superbon Singha Mawynn por el Campeonato Interino de Kickboxing de Peso Pluma de ONE el 5 de abril de 2024, en ONE Friday Fights 58.

## Vida personal
Marat y su compañero de entrenamiento Harut Grigorian suelen ser confundidos con ser hermanos, sin embargo, ambos han confirmado que no tienen ninguna relación sanguínea.

## Campeonatos y logros
- ONE Championship
  - Actuación de la Noche (Una vez) vs. Sitthichai Sitsongpeenong
- Glory
  - Campeón de Peso Ligero de Glory (Una vez, dos defensas)
- Kunlun Fight
  - Campeón del Torneo de Kunlun Fight de 2017
- K-1
  - Campeón de Peso Súper Wélter de K-1[34]
  - Campeón del Grand Prix de 70 kg de K-1
- WRSA
  - Campeón de -73kg de WRSA
- CombatPress.com
  - Nocaut del Año de 2018 vs. Superbon Banchamek[35]
  - Pelea del Año de 2019 vs. Sitthichai Sitsongpeenong[36]

## Récord en Kickboxing
| Récord en Kickboxing                                               | Récord en Kickboxing | Récord en Kickboxing      | Récord en Kickboxing                                                  | Récord en Kickboxing         | Récord en Kickboxing                          | Récord en Kickboxing | Récord en Kickboxing |
| ------------------------------------------------------------------ | -------------------- | ------------------------- | --------------------------------------------------------------------- | ---------------------------- | --------------------------------------------- | -------------------- | -------------------- |
| 67 Victorias (35 (T)KOs), 13 Derrotas, 1 Empate, 1 Sin Resultado   |                      |                           |                                                                       |                              |                                               |                      |                      |
| Fecha                                                              | Resultado            | Oponente                  | Evento                                                                | Localización                 | Método                                        | Ronda                | Tiempo               |
| 05-04-2024                                                         |                      | Superbon Singha Mawynn    | ONE Friday Fights 58                                                  | Bangkok, Tailandia           |                                               |                      |                      |
| Por el Campeonato Interino de Kickboxing de Peso Pluma de ONE.     |                      |                           |                                                                       |                              |                                               |                      |                      |
| 28-01-2024                                                         | Victoria             | Sitthichai Sitsongpeenong | ONE 165                                                               | Tokio, Japón                 | KO (Rodillazo y Golpe al Cuerpo)              | 3                    | 1:20                 |
| 04-08-2023                                                         | Derrota              | Chingiz Allazov           | ONE Fight Night 13                                                    | Bangkok, Tailandia           | Decisión (Unánime)                            | 5                    | 3:00                 |
| Por el Campeonato de Kickboxing de Peso Pluma de ONE.              |                      |                           |                                                                       |                              |                                               |                      |                      |
| 30-09-2022                                                         | Victoria             | Tayfun Özcan              | ONE on Prime Video 2                                                  | Kallng, Singapur             | Decisión (Unánime)                            | 3                    | 3:00                 |
| 26-03-2022                                                         | Derrota              | Superbon Banchamek        | ONE Championship: X                                                   | Kallng, Singapur             | Decisión (Unánime)                            | 5                    | 3:00                 |
| Por el Campeonato de Kickboxing de Peso Pluma de ONE.              |                      |                           |                                                                       |                              |                                               |                      |                      |
| 15-10-2021                                                         | Victoria             | Andy Souwer               | ONE Championship: First Strike                                        | Kallng, Singapur             | TKO (lesión de pierna)                        | 2                    | 2:26                 |
| Cuarto de Final del Grand Prix de Kickboxing de Peso Pluma de ONE. |                      |                           |                                                                       |                              |                                               |                      |                      |
| 04-12-2020                                                         | Victoria             | Ivan Kondratiev           | ONE Championship: Big Bang                                            | Kallng, Singapur             | KO (Gancho izquierdo al cuerpo)               | 2                    | 1:52                 |
| 07-12-2019                                                         | Victoria             | Elvis Gashi               | Glory 73: Shenzhen                                                    | Shenzhen, China              | KO (Golpes)                                   | 5                    | 2:03                 |
| Defendió el Campeonato de Peso Ligero de Glory.                    |                      |                           |                                                                       |                              |                                               |                      |                      |
| 12-10-2019                                                         | Victoria             | Tyjani Beztati            | Glory 69: Düsseldorf                                                  | Düsseldorf, Alemania         | Decisión (Unánime)                            | 5                    | 3:00                 |
| Defendió el Campeonato de Peso Ligero de Glory.                    |                      |                           |                                                                       |                              |                                               |                      |                      |
| 17-05-2019                                                         | Victoria             | Sitthichai Sitsongpeenong | Glory 65: Utrecht                                                     | Utrecht, Países Bajos        | Decisión (Unánime)                            | 5                    | 3:00                 |
| Ganó el Campeonato de Peso Ligero de Glory.                        |                      |                           |                                                                       |                              |                                               |                      |                      |
| 08-12-2018                                                         | Victoria             | Christian Baya            | Glory 62: Rotterdam                                                   | Róterdam, Países Bajos       | Decisión (Dividida)                           | 5                    | 3:00                 |
| 25-08-2018                                                         | Derrota              | Sitthichai Sitsongpeenong | Glory 57: Shenzhen                                                    | Shenzhen, China              | Decisión (Dividida)                           | 5                    | 3:00                 |
| Por el Campeonato de Peso Ligero de Glory.                         |                      |                           |                                                                       |                              |                                               |                      |                      |
| 02-06-2018                                                         | Victoria             | Liu Xu                    | Glory 54: Birmingham                                                  | Birmingham, Inglaterra       | Decisión (Unánime)                            | 3                    | 3:00                 |
| 04-02-2018                                                         | Victoria             | Superbon Banchamek        | Kunlun Fight 69 - World MAX 2017, Final                               | Guiyang, China               | KO (Golpes)                                   | 1                    | 0:29                 |
| Ganó el Campeonato del Torneo de Kunlun Fight World MAX.           |                      |                           |                                                                       |                              |                                               |                      |                      |
| 2017-11-12                                                         | Victoria             | Mohamed Mezouari          | Kunlun Fight 67 - World MAX 2017 Final 8                              | Sanya, China                 | Decisión (Unánime)                            | 3                    | 3:00                 |
| Calificó a la Final 4 del Torneo de 70kg de Kunlun Fight de 2015.  |                      |                           |                                                                       |                              |                                               |                      |                      |
| 2017-08-27                                                         | Victoria             | Jomthong Chuwattana       | Kunlun Fight 65 - World MAX 2017 Final 16                             | Qingdao, China               | KO (Cross de Derecha)                         | 2                    | 2:56                 |
| Calificó a la Final 8 del Torneo de 70kg de Kunlun Fight de 2015.  |                      |                           |                                                                       |                              |                                               |                      |                      |
| 2017-06-10                                                         | Victoria             | Antonio Gómez             | Glory 42: Paris                                                       | París, Francia               | KO (Rodilla al Cuerpo)                        | 2                    | 2:02                 |
| 2017-03-25                                                         | Victoria             | Anton Petrov              | Glory 39: Brussels                                                    | Bruselas, Bélgica            | TKO                                           | 2                    | 1:09                 |
| 2016-12-10                                                         | Loss                 | Sitthichai Sitsongpeenong | Glory 36: Oberhausen                                                  | Oberhausen, Alemania         | Decisión (Dividida)                           | 5                    | 3:00                 |
| Por el Campeonato de Peso Ligero de Glory.                         |                      |                           |                                                                       |                              |                                               |                      |                      |
| 2016-07-09                                                         | Victoria             | Mohamed El-Mir            | The Legend of Emei 10                                                 | Nanchong, China              | TKO (Paro del Réferi/Patada a la Cabeza)      | 1                    | 1:50                 |
| 2016-06-05                                                         | Victoria             | Steve Moxon               | The Legend of Emei 9                                                  | Chengdu, China               | TKO (Paro del Réferi)                         | 1                    | 2:40                 |
| 2016-05-13                                                         | Victoria             | Djime Coulibaly           | Glory 30: Los Angeles                                                 | Ontario, California          | KO (Patada a la Cabeza)                       | 1                    | 1:56                 |
| 2016-03-12                                                         | Loss                 | Sitthichai Sitsongpeenong | Glory 28: Paris - Lightweight Contender Tournament, Final             | París, Francia               | Decisión (Unánime)                            | 3                    | 3:00                 |
| Por el Torneo del Contendiente de Peso Ligero de Glory.            |                      |                           |                                                                       |                              |                                               |                      |                      |
| 2016-03-12                                                         | Victoria             | Anatoly Moiseev           | Glory 28: Paris - Lightweight Contender Tournament, Semi Finals       | París, Francia               | Decisión (Unánime)                            | 3                    | 3:00                 |
| 2015-12-19                                                         | Loss                 | Sitthichai Sitsongpeenong | Kunlun Fight 35 - World MAX 2015 Final 8                              | Luoyang, China               | Decisión (Mayoritaria)                        | 3                    | 3:00                 |
| 2015-07-04                                                         | Victoria             | Jordann Pikeur            | K-1 World GP 2015 -70kg Championship Tournament, Final                | Tokio, Japón                 | KO (Golpes)                                   | 1                    | 1:24                 |
| Ganó el Campeonato de -70kg de K-1.                                |                      |                           |                                                                       |                              |                                               |                      |                      |
| 2015-07-04                                                         | Victoria             | Makihira Keita            | K-1 World GP 2015 -70kg Championship Tournament, Semi Finals          | Tokio, Japón                 | KO (Gancho Izquierdo al Cuerpo)               | 2                    | 2:00                 |
| 2015-07-04                                                         | Victoria             | Yoichi Yamazaki           | K-1 World GP 2015 -70kg Championship Tournament, Quarter Finals       | Tokio, Japón                 | KO (Patada a la Cabeza)                       | 2                    | 0:51                 |
| 2015-06-05                                                         | Loss                 | Serhiy Adamchuk           | Glory 22: Lille - Lightweight Contender Tournament, Reserve Match     | Lille, Francia               | Decisión (Unánime)                            | 3                    | 3:00                 |
| 2015-05-23                                                         | Victoria             | Nikos Gikas               | VFC 2 °Coskun promotions°                                             | Amberes, Bélgica             | KO (Gancho Derecho)                           | 1                    | 0:30                 |
| Ganó el Campeonato Mundial de -73kg de WRSA.                       |                      |                           |                                                                       |                              |                                               |                      |                      |
| 2015-04-12                                                         | Loss                 | Yodsanklai Fairtex        | Kunlun Fight 22                                                       | Changde, China               | Decisión                                      | 3                    | 3:00                 |
| 2015-02-01                                                         | Victoria             | Fernando Calzetta         | Kunlun Fight 19 - Middleweight Tournament, Final                      | Guangzhou, China             | TKO (Paro del Réferi)                         | 1                    |                      |
| Calificó a la Final 16 del Torneo de 70kg de Kunlun Fight de 2015. |                      |                           |                                                                       |                              |                                               |                      |                      |
| 2015-02-01                                                         | Victoria             | Aikpracha Meenayothin     | Kunlun Fight 19 - Middleweight Tournament, Semi Finals                | Guangzhou, China             | KO (Gancho Derecho)                           | 2                    |                      |
| 2014-12-20                                                         | Victoria             | Seyedisa Alamdarnezam     | Topking World Series 3 – 70 kg Tournament, Quarter Finals             | Hong Kong, China             | Decisión (Unánime)                            | 3                    | 3:00                 |
| 2014-11-15                                                         | Victoria             | Abraham Roqueñi           | Topking World Series 2 – 70 kg Tournament, Final 16                   | París, Francia               | Decisión                                      | 3                    | 3:00                 |
| 2014-04-12                                                         | Loss                 | Robin van Roosmalen       | Glory 15: Istanbul                                                    | Estambuk, Turquía            | Decisión (Dividida)                           | 3                    | 3:00                 |
| 2013-12-14                                                         | Victoria             | Chingiz Allazov           | Victory                                                               | Levallois-Perret, Francia    | Decisión (Unánime)                            | 3                    | 3:00                 |
| 2013-04-20                                                         | SR                   | Chingiz Allazov           | Glory 7: Milan                                                        | Milán, Italia                | SR (Allazov fue cortado por un codazo ilegal) | 1                    |                      |
| 2012-10-06                                                         | Victoria             | Alex Vogel                | Glory 2: Brussels                                                     | Bruselas, Bélgica            | TKO (Patada Baja)                             | 2                    |                      |
| 2012-06-30                                                         | Victoria             | Aziz Kallah               | Music Hall & BFN Group present: It's Showtime 57 & 58                 | Bruselas, Bélgica            | Decisión (Unánime)                            | 3                    | 3:00                 |
| 2012-04-28                                                         | Victoria             | Kenneth van Eesvelde      | Rocky Gym Kickboxing Gala                                             | Maldegem, Bélgica            | KO                                            | 1                    |                      |
| 2011-09-24                                                         | Victoria             | Yassin Baitar             | BFN Group & Music Hall presents: It's Showtime "Fast & Furious 70MAX" | Bruselas, Bélgica            | Decisión (Dividida)                           | 3                    | 3:00                 |
| 2011-05-14                                                         | Derrota              | Yohan Lidon               | It's Showtime 2011 Lyon                                               | Lyon, Francia                | Decisión (Unánime)                            | 5                    | 3:00                 |
| Por el título inaugural de -73kg de It's Showtime.                 |                      |                           |                                                                       |                              |                                               |                      |                      |
| 2011-03-26                                                         | Victoria             | Severiano Rijssel         | BFN Group presents: It's Showtime Brussels                            | Bruselas, Bélgica            | TKO (Paro del Réferi)                         | 2                    | 2:13                 |
| 2011-02-05                                                         | Victoria             | Karim El Jouharte         | 30th Gala "Black Panthers                                             | Sint-Niklaas, Bélgica        | Decisión                                      | 3                    | 3:00                 |
| 2010-11-27                                                         | Victoria             | Mickael Lallemand         | La Nuit du Kick Boxing                                                | Liège, Belgium               | TKO (Paro del Réferi)                         | 3                    |                      |
| 2010-02-06                                                         | Derrota              | Karim Ghajji              | UKC France MAX, Semi Final                                            | Dijon, Francia               | Decisión                                      | 3                    | 3:00                 |
| 2010-02-06                                                         | Victoria             | Hichem Chaïbi             | UKC France MAX, Quarter Final                                         | Dijon, Francia               | Decisión                                      | 3                    | 3:00                 |
| 2009-11-21                                                         | Victoria             | Soufiane Aouragh          | It's Showtime 2009 Barneveld                                          | Barneveld, Países Bajos      | TKO (Rendición)                               | 2                    |                      |
| 2009-10-24                                                         | Victoria             | Mohammed Medhar           | It's Showtime 2009 Lommel                                             | Lommel, Belgium              | TKO (Lesión)                                  | 2                    |                      |
| 2009-05-16                                                         | Victoria             | Tarik Mokhtar             | It's Showtime 2009 Amsterdam                                          | Ámsterdam, Países Bajos      | Decisión                                      | 3                    | 3:00                 |
| 2009-03-14                                                         | Victoria             | Tevfik Sucu               | War of the ring                                                       | Sint-Job-in-'t-Goor, Bélgica | TKO (Lesión)                                  | 4                    |                      |
| 2009-02-08                                                         | Victoria             | Marijn Geuens             | Fights at the Border presents: It's Showtime 2009                     | Amberes, Bélgica             | TKO (Paro del Réferi, 3 Knockdowns)           | 1                    |                      |
| 2008-11-29                                                         | Victoria             | Freddy van Duffelen       | It's Showtime 2008 Eindhoven                                          | Eindhoven, Países Bajos      | TKO (Paro del Réferi)                         | 1                    |                      |
| 2008-09-06                                                         | Victoria             | Daniel Corler             | It's Showtime 2008 Alkmaar                                            | Alkmaar, Países Bajos        | Decisión                                      | 5                    | 3:00                 |
| 2008-05-25                                                         | Victoria             | Leroy Kaestner            | Muay Thai Gala                                                        | Hoofddorp, Países Bajos      | TKO (Paro Médico)                             |                      |                      |
| 2008-04-12                                                         | Derrota              | Ludgens Saribekyan        | New Blood 8                                                           | Knesselare, Bélgica          | TKO (Paro del Réferi)                         | 2                    |                      |
| 2007-10-27                                                         | Victoria             | Halim Haryouli            | One Night in Bangkok                                                  | Amberes, Bélgica             | Decisión                                      |                      |                      |
| 2007-07-10                                                         | Victoria             | Yavuz Kayabasi            | Muaythai Gala in Reuver                                               | Reuver, Países Bajos         | Decisión                                      |                      |                      |